# Waupaca County
Das Waupaca County ist ein County im US-amerikanischen Bundesstaat Wisconsin. Im Jahr 2020 hatte das County 51.812 Einwohner und eine Bevölkerungsdichte von 26,6 Einwohnern pro Quadratkilometer. Der Verwaltungssitz (County Seat) ist Waupaca.

## Geografie
Das County liegt im östlichen Zentrum Wisconsins und hat eine Fläche von 1982 Quadratkilometern, wovon 37 Quadratkilometer Wasserfläche sind.
Durchflossen wird das Waupaca County vom Waupaca River im Süden und dem Little Wolf River im Zentrum, die beide innerhalb des Countys in den Wolf River münden. Dieser gehört über den Fox River zum Einzugsgebiet der Green Bay des Michigansees.
An das Waupaca County grenzen folgende Nachbarcountys:
| Marathon County | Shawano County |                  |
| Portage County  |                | Outagamie County |
| Waushara County |                | Winnebago County |

## Geschichte
Das Waupaca County wurde 1851 aus Teilen des Brown County und des Winnebago County gebildet. Benannt wurde es nach einem Ausdruck der Menominee "wau-pa-ka-ho-nak", was so viel bedeutet wie weißer Sandboden oder auch guter junger Held.

### Historische Objekte
- In King befindet sich der Veterans Cottages Historic District. Er beinhaltet 32 Gebäude und wurde unter der Referenznummer 85001367 im Jahre 1985 in das National Register of Historic Places aufgenommen.[4]

Weitere historische Objekte:
- Liste der Einträge im National Register of Historic Places im Waupaca County

## Bevölkerung
Nach der Volkszählung im Jahr 2010 lebten im Waupaca County 52.410 Menschen in 21.387 Haushalten. Die Bevölkerungsdichte betrug 26,9 Einwohner pro Quadratkilometer. In den 21.387 Haushalten lebten statistisch je 2,37 Personen.
Ethnisch betrachtet setzte sich die Bevölkerung zusammen aus 97,6 Prozent Weißen, 0,4 Prozent Afroamerikanern, 0,6 Prozent amerikanischen Ureinwohnern, 0,5 Prozent Asiaten sowie aus anderen ethnischen Gruppen; 0,9 Prozent stammten von zwei oder mehr Ethnien ab. Unabhängig von der ethnischen Zugehörigkeit waren 2,8 Prozent der Bevölkerung spanischer oder lateinamerikanischer Abstammung.
21,6 Prozent der Bevölkerung waren unter 18 Jahre alt, 59,4 Prozent waren zwischen 18 und 64 und 19,0 Prozent waren 65 Jahre oder älter. 49,6 Prozent der Bevölkerung waren weiblich.

Das jährliche Durchschnittseinkommen eines Haushalts lag bei 49.777 USD. Das Pro-Kopf-Einkommen betrug 24.760 USD. 10,5 Prozent der Einwohner lebten unterhalb der Armutsgrenze.

## Ortschaften im Waupaca County
Citys
| - Clintonville - Manawa - Marion1 | - New London2 - Waupaca - Weyauwega |

Villages
| - Big Falls - Embarrass - Fremont | - Iola - Ogdensburg - Scandinavia |

Census-designated places (CDP)
- Chain O’ Lakes
- King
- Northport

Andere Unincorporated Communities
| - Baldwins Mill - Bear Creek Corners - Buckbee - Carmel - Cobb Town - Evanswood | - Gills Landing - Hunting1 - Lind Center - Little Hope - Nicholson - North Readfield | - Norske - Northland - Ostrander - Parfreyville - Readfield - Red Banks | - Royalton - Rural - Schmidt Corner - Shaw Landing - Sheridan - Symco |

1 – teilweise im Shawano County

2 – teilweise im Outagamie County

## Gliederung
Das Waupaca County ist neben den sechs Citys und sechs Villages in 22 Towns eingeteilt:
| Town               | Einwohner (2010) | FIPS     |
| ------------------ | ---------------- | -------- |
| Town of Bear Creek | 823              | 55-05625 |
| Town of Caledonia  | 1627             | 55-12000 |
| Town of Dayton     | 2748             | 55-19025 |
| Town of Dupont     | 738              | 55-21200 |
| Town of Farmington | 3974             | 55-25400 |
| Town of Fremont    | 597              | 55-27850 |
| Town of Harrison   | 468              | 55-32925 |
| Town of Helvetia   | 636              | 55-33850 |

| Town                | Einwohner (2010) | FIPS     |
| ------------------- | ---------------- | -------- |
| Town of Iola        | 971              | 55-37050 |
| Town of Larrabee    | 1381             | 55-42650 |
| Town of Lebanon     | 1665             | 55-43075 |
| Town of Lind        | 1579             | 55-44575 |
| Town of Little Wolf | 1424             | 55-45300 |
| Town of Matteson    | 936              | 55-49975 |
| Town of Mukwa       | 2930             | 55-55025 |
| Town of Royalton    | 1434             | 55-69900 |

| Town                 | Einwohner (2010) | FIPS     |
| -------------------- | ---------------- | -------- |
| Town of St. Lawrence | 710              | 55-70900 |
| Town of Scandinavia  | 1066             | 55-72000 |
| Town of Union        | 806              | 55-81700 |
| Town of Waupaca      | 1173             | 55-84400 |
| Town of Weyauwega    | 583              | 55-86425 |
| Town of Wyoming      | 329              | 55-89375 |